# Brewstervenster

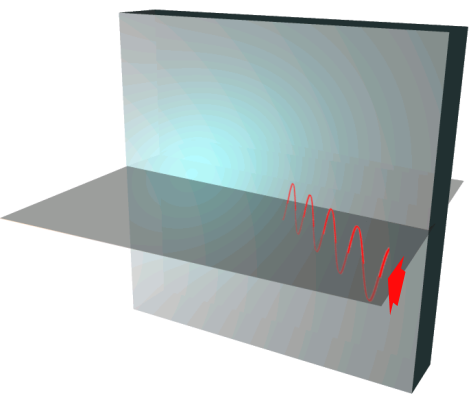
De elektrische component vormt met het ingezette vlak een rechte hoek

Een brewstervenster is een venster uit een doorzichtig materiaal zoals glas of kwarts en geplaatst onder de brewsterhoek.
Licht van de S-polarisatie gaat zonder verlies door het venster, terwijl licht van de P-polarisatie in belangrijke mate weerkaatst wordt op de beide vlakken van het venster. Dit volgt uit de wetten van Fresnel. Brewstervensters worden dikwijls toegepast in gaslasers om gepolariseerd licht op te wekken.